# Lizzie Borden

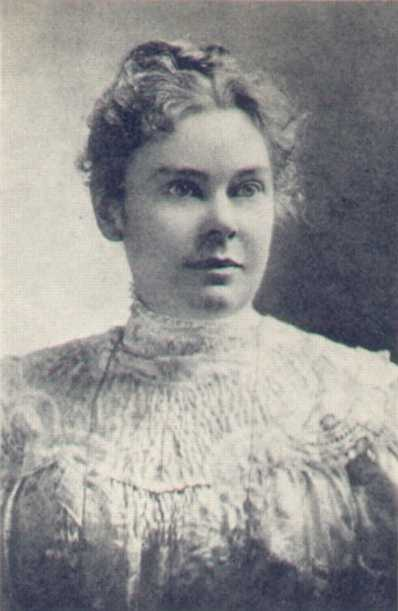
Lizzie Borden

Lizzie Borden (* 19. Juli 1860 in Fall River, Massachusetts; † 1. Juni 1927 ebenda) war eine US-Amerikanerin, die des Mordes an ihrem Vater und ihrer Stiefmutter verdächtigt und danach freigesprochen wurde. Die Umstände der Verhandlung und der Urteilsspruch erweckten große mediale Aufmerksamkeit. Der tatsächliche Tathergang ist bis heute nicht vollständig geklärt.

## Leben
Mit zwei Jahren verlor Lizzie Borden ihre Mutter. Nach dem Tod der Mutter übernahm ihre Schwester Emma die Erziehung von Lizzie. Lizzie und Emma hatten außerdem einen Halbbruder, William Borden, der aber vom Vater kein Geld bekam und auch kein Anrecht nach dessen Tod hatte. Ihr Vater Andrew Borden heiratete am 6. Juni 1865 Abby Durfee Grey. Obwohl die Familie sehr wohlhabend war, lebte sie eher spartanisch. Lizzie Borden störte diese Situation, weil sie sich wünschte, etwas mehr wie die Reichen zu leben. Bordens Vater verbot ihr den Umgang mit der Gesellschaft. Sie durfte sich nur noch in der Kirche engagieren. Durch dieses Umgangsverbot fühlte sich Lizzie so zurückgesetzt, dass sie Hass auf ihren Vater entwickelte.

## Die Morde

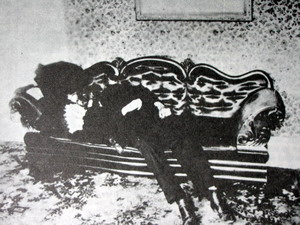
Lizzie Bordens ermordeter Vater

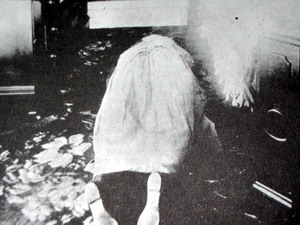
Abby Bordens Leichnam

Am 4. August 1892 wurden Andrew und Abby Borden ermordet. Lizzies Stiefmutter wurde im Gästezimmer des Hauses ermordet aufgefunden, wo sie bäuchlings auf dem Boden lag. Ihre Leiche wies etwa 18 Verletzungen im Rücken auf. Anhand der Art der Verletzungen konnte man als Mordwaffe einen axtähnlichen Gegenstand bestimmen. Andrew Bordens Leiche fand man im Erdgeschoss des Hauses. Es hatte den Anschein, als hätte man ihn während seines Mittagsschlafes getötet. Er wurde wie seine Frau ebenfalls mit einem axtähnlichen Gegenstand ermordet. Als man die Menge an geronnenem Blut der beiden Opfer verglich, stellte man fest, dass Abby etwa zwei Stunden vor ihrem Mann getötet worden war.
Zum Zeitpunkt des Mordes waren nur das Dienstmädchen Bridget Sullivan und Lizzie Borden auf dem Anwesen. Sullivan gab bei der Polizei an, dass sie zum Tatzeitpunkt in ihrem Zimmer geschlafen habe, weil sie sich unwohl fühlte. Auch schien sie keinen Grund gehabt zu haben, ihre Arbeitgeber zu ermorden. Lizzie Borden, damals 32 Jahre alt und unverheiratet, hatte hingegen ein Motiv, und ihre Aussagen waren zum Teil widersprüchlich. Sie gab an, zum Todeszeitpunkt ihrer Stiefmutter im Erdgeschoss gewesen zu sein und nichts Außergewöhnliches gehört zu haben. Als ihr Vater getötet wurde, war sie laut ihren Angaben in der Scheune der Familie Borden. Ihr zweites Alibi konnte jedoch von der Polizei widerlegt werden. Man stellte fest, dass die Scheune sehr staubig war und jeder, der sie betrat, Spuren hätte hinterlassen müssen. Außer den Spuren der Polizeibeamten, die die Scheune untersuchten, waren jedoch keine weiteren zu finden.
Im Haus der Familie fand die Polizei ein Beil, das zu den Wunden der beiden Opfer passte. Jemand hatte offensichtlich versucht, dieses Beil mit weißer Asche zu reinigen. Ferner war Lizzie Borden dabei beobachtet worden, wie sie ein Kleid mit braunen Flecken verbrannte; sie sagte aus, es habe sich dabei um Lackflecken gehandelt. Einen Tag vor der Tat war es zu einem wütenden, bösen Streit zwischen Andrew Borden und John Morse, Lizzies Onkel mütterlicherseits, gekommen. Dennoch galt Lizzie Borden als Hauptverdächtige, da die Indizien gegen sie sprachen und sowohl Emma Borden als auch John Morse jeweils ein Alibi hatten.

## Die Folgen der Morde
Lizzie Borden wurde wegen des Verdachts des zweifachen Mordes verhaftet. Ihre drei Anwälte vor Gericht waren Andrew J. Jennings, Melvin O. Adams und der ehemalige Gouverneur von Massachusetts, George D. Robinson, der zu den besten und teuersten Verteidigern gehörte. Vor Gericht erklärte sie, dass sie unschuldig sei. Die Geschworenen berieten eine Stunde und Borden wurde in beiden Anklagepunkten freigesprochen.
Nach dem Freispruch änderte sie ihren Namen in Lizabeth Andrew Borden, zog mit ihrer Schwester ins Quartier The Hill in Fall River und benutzte das Vermögen ihres Vaters (es betrug etwa 300.000 US-Dollar), um das Leben zu führen, von dem sie schon immer geträumt hatte. Die Bürger von Fall River jedoch ächteten Lizzie bis zu ihrem Lebensende. Die Mordfälle an Abby und Andrew Borden wurden nie vollständig geklärt.
Der Anwalt Andrew Jackson Jennings sicherte nach der Verhandlung das Beil und einige blutige Kissenbezüge und bewahrte andere Gegenstände in einer viktorianischen Badewanne auf seinem Dachboden auf. 2012 wurden auf diesem Dachboden einige neue Artefakte entdeckt: zwei Schriftstücke bzw. Akten mit Fakten und Informationen, die Jennings während der Arbeit an dem Fall Lizzie Borden gesammelt hatte. Kurator Michael Martins von der Fall River Historical Society berief sich demnach auf Schilderungen eines Enkels von Jennings. Martins veröffentlichte diese Informationen in seinem Buch Parallel Lives: A Social History of Lizzie A. Borden and Her Fall River.

## Rezeption
Das Haus in der 2nd Street in Fall River, der Tatort, existiert bis heute und wird als Bed and Breakfast und Museum betrieben.
Der Fall ist bis heute in der Popkultur präsent und der Name der Lizzie Borden ziemlich bekannt. Ein geläufiger amerikanischer Kinderreim beim Seilspringen lautet:

„Lizzie Borden took an axe
And gave her mother forty whacks.
When she saw what she had done,
She gave her father forty-one.“

„Lizzie Borden mit dem Beile
Hackt Mama in vierzig Teile.
Das Ergebnis freut sie sehr,
Bei Papa wird´s ein Teil mehr.“

Jim Davis lässt Garfield in einem Comic Strip vom August 1981 sagen: „How can you say that about someone who used to double date with Lizzie Borden?“
Die amerikanische Heavy-Metal-Band Lizzy Borden benannte sich nach dem historischen Vorbild, und der US-Krimischriftsteller Walter Satterthwait schrieb zwei Romane, in denen Lizzie Borden als Protagonistin auftritt. In zwei Episoden der fünften Staffel der Zeichentrickserie The Simpsons tritt Borden zusammen mit anderen „Verdammten“ wie Benedict Arnold, John Wilkes Booth und Blackbeard als Geschworene in einem Prozess des Teufels gegen Homer Simpson auf, und in der anderen Folge wird das Stück „Lizzie Borden“ aufgeführt. Außerdem verarbeitete die amerikanische Band Flotsam and Jetsam den Mord an Lizzie Bordens Eltern im Lied She Took an Axe („Sie nahm eine Axt“) auf ihrem Debütalbum Doomsday for the Deceiver. In der Serie Warehouse 13 (Staffel 2, Folge 12) taucht Lizzie Bordens Puderdose als ein Artefakt auf, das denjenigen, der in den Spiegel blickt, dazu bringt, seine Liebsten mit einer Axt zu töten. In der 20. Episode der sechsten Staffel der Serie Falcon Crest wird die Serienfigur Melissa Agretti mit den Worten „Spielst du Lizzie Borden?“ davon abgehalten, rasend vor Eifersucht eine Tür mit einer Axt einzuschlagen, hinter der sie ihren Ehemann bei einem intimen Treffen mit einer Nebenbuhlerin weiß. Sie antwortet darauf hysterisch lachend: „Lizzie Borden schlug den Mann mit 40 Schlägen tot. Als sie sah, was sie getan hat, kam seine Freundin dran!“
Die Episode The Older Sister aus der ersten Staffel der Serie Alfred Hitchcock präsentiert basiert auf den Ereignissen.
Die Oper Lizzie Borden des amerikanischen Komponisten Jack Beeson mit einem Libretto von Kenward Elmslie wurde 1965 an der New York City Opera uraufgeführt und 1992 als europäische Erstaufführung im Theater Hagen gespielt.
1975 entstand ein TV-Film unter dem Titel „Lizzie Bordens blutiges Geheimnis“ mit Elizabeth Montgomery in der Titelrolle.
2001 brachte die amerikanische Spielzeugfirma Mezco Toyz in ihrer zweiten Serie der Living Dead Dolls eine auf Lizzie Borden basierende Puppe auf den Markt.
Amanda Palmer verarbeitete in ihrem Album Theatre Is Evil den Fall von Lizzie Borden in dem Song Ukulele Anthem in der Textzeile: „Lizzie Borden took an axe and gave her mother forty whacks – then gave her father forty-one, and left a tragic puzzle“. Palmer benutzt Lizzie Borden als Beispiel dafür, was passiert, wenn Menschen von ihren inneren Wünschen abgehalten werden und sich nicht ausleben dürfen.
Zudem wird in der 11. Staffel von Supernatural in der 5. Folge Lizzie Bordens Geist als Täterin vermutet.
Der Film Lizzie aus dem Jahr 2012 hat einen losen Bezug zu Lizzie Borden und dem Doppelmord.
Der amerikanische Sender Lifetime verarbeitete die Thematik 2014 in der TV-Verfilmung Lizzie Borden Took an Axe mit Christina Ricci in der Hauptrolle. 2015 folgte eine auf dem TV-Film aufbauende achtteilige Mini-Serie mit dem Titel The Lizzie Borden Chronicles.
In der 2017 erschienenen 2. Staffel von Denver-Clan (engl. Dynasty) Folge 9 der englischen Originalfassung fragt Mrs. Carrington den Wachmann, ob sie einen Moment mit Lizzie Borden haben könne. Gemeint war „Crazy Claudia“, welche mindestens einen Menschen getötet hat.
Im 2018 veröffentlichten Kinofilm Lizzie Borden – Mord aus Verzweiflung wird die Hauptrolle von Chloë Sevigny gespielt. In dieser Umsetzung geht Lizzie Borden eine Liebesbeziehung zum Hausmädchen der Familie ein.
In der US-Sitcom The Office stellt sich durch eine DNA-Analyse heraus, dass Meredith Palmer mit Lizzie Borden verwandt ist, was sie „cool“ findet.
In dem Film Orphan: First Kill wird die Protagonistin mit Lizzie Borden verglichen.
Alice Cooper zitiert die ersten beiden Verse des Kinderreims in seinem Text für den Song We're All Crazy auf dem Album  From The Inside, das als Konzeptalbum unterschiedlichste Aspekte psychischer Erkrankungen thematisiert.